# Ephraïm Inoni
Ephraïm Inoni (Bakingili, 16 agosto 1947) è un politico camerunese, Primo ministro del Camerun dal dicembre 2004 al giugno 2009.

## Biografia
Inoni è un anglofono di etnia Bakweri. È nato nel villaggio costiero di Bakingili, nella municipalità di Lambe. Uomo di fiducia e assistente del presidente Paul Biya, prima di diventare Primo ministro, ha ricoperto, sin dal 1992, vari incarichi governativi. È membro del Movimento Democratico del Popolo Camerunese (RDPB).
È stato eletto primo ministro del Camerun l'8 dicembre 2004.